# Onopordum dissectum
Onopordum dissectum es una especie especie de cardo del género Onopordum de la familia de las compuestas.
- Nota: Hay fuentes que consideran que Onopordum dissectum corresponde en realidad a un grupo de sentido amplio que reúne 4 poblaciones específicamente distintas: O. dissectum stricto sensu, O. murbeckii, O. magrebiense y O. hinojense. Este último, que es el representante del grupo O. dissectum s.l. en España, se híbrida con O. nervosum y se retrocruza con O. hinojense, de tal manera que sus caracteres acaban diluyéndose, originándose al final individuos indiferenciables morfológicamente de O. nervosum.[1][2]

## Descripción
Son plantas gráciles con tallos de 35-80 cm, simples o ramificados en la mitad superior, cubiertos de pelos unicelulares, con alas de menos de 4 mm de anchura. Las hojas tienen la haz cano-tomentoso y el envés blanco-aracnoideo; las inferiores pinnadas, las más superiores bracteiformes. Los capítulos  son solitarios y largamente pedunculados. El involucro, de 30-35 por 28-30 mm, es ligeramente aracnoideo, con brácteas involucrales externas y medias ovadas, bruscamente contraídas en una punta involuta y erecto-patente de hasta 25 mm, hasta 3-4 veces más larga que el resto de las brácteas; las internas lanceoladas. Los flósculos tienen el tubo de 17-20 mmm y el limbo de 13-14 mm. Las cipselas, de 5,5-6 por 2 mm, son ovoideas, sin retículo transversal, y con un vilano de 12-14 mm, escábrido, rojizo y amarillento cuando envejece.

## Distribución y hábitat
Solo existen 2 poblaciones con pocos individuos y expuestas permanentemente al pisoteo y al ramoneo de ganado equino y vacuno. Crece entre 10 y 30 m de altitud, en zonas nitrificadas de las arenas húmedas del borde de las marismas del Guadalquivir (Provincia de Huelva, España), en el sotobosque de pinares y alcornocales
 aunque otras fuentes niegan la presencia de la especie como tal (O. dissectum s.s.) en la península ibérica y sería entonces endémica de Marruecos. Florece en mayo-junio y fructifica en junio-agosto.

## Taxonomía
Onopordum dissectum fue descrita por Svante Samuel Murbeck y publicado en Acta Univ. Lund., n.s., 15, tab. IVC, 1921
Etimología
- Onopordum: El nombre genérico proviene del latín ǒnǒpordǒn/ǒnǒpradǒn, derivado del Griego όνόπoρδoν, de όνό «burro» y πορδον «pedo», o sea que «pedo de burro», aludiendo a la supuesta propiedad de la planta de producir ventosidades ruidosas a estos animales cuando se la comen,[10][11] referenciado como tal en Plinio el Viejo, Historia naturalis (27, 110, LXXXVII: "Onopradon cum ederunt, asini crepitus reddere dicuntur.")[12][13] y corroborado por el creador del género («Onopordon est composé des mots Grecs 'όνος', Asne , & 'πέρδω', je pete, parce qu'on prétend que ces Plantes font peter les Asnes qui en mangent»).

- dissectum: epíteto latino, participio pasado de dissěco, -cǔi, -ctum, āre, cortar/seccionar/disectar, o sea «disectado», probable alusión al involucro constituido por numerosas brácteas muy finas.[11][14]

Sinonimia
- Onopordum alexandrinum auct. non Boiss.
- Onopordum alexandrinum var. maroccanum Rouy
- Onopordum dissectum var. costatum Maire
- Onopordum dissectum var. lixense Maire[15][16]

Citología
Número de cromosomas: 2n=34.
Hibridación
Se han observado numerosos individuos con caracteres híbridos entre O. nervosum y O.
dissectum: Onopordum × onubense González Sierra et al..